# Album al numero uno nella Billboard 200 nel 1989
Di seguito è proposta la lista degli album al numero uno nella Billboard 200 nel 1989. La Billboard 200, pubblicata settimanalmente dalla rivista Billboard, considera gli album e gli EP più venduti negli Stati Uniti. Prima che la Nielsen SoundScan iniziasse il tracciamento delle vendite nel 1991, Billboard stimava le vendite degli album chiedendo a campione i dati ai vari negozi della nazione, raccolti tramite telefono, fax o messaggio. I dati raccolti nei vari negozi si basavano principalmente sulla popolarità degli album e non sulle vendite effettive.
Nel 1989 sono stati 15 gli album che hanno raggiunto la vetta della Billboard 200.

## Billboard 200
| † | Indica l'album con le migliori prestazioni del 1989 |

| Data         | Album                             | Artista               | Tot. sett. #1 | Fonti  |
| ------------ | --------------------------------- | --------------------- | ------------- | ------ |
| 7 gennaio    | Giving You the Best That I Got    | Anita Baker           | 4             | [ 4 ]  |
| 14 gennaio   | Giving You the Best That I Got    | Anita Baker           | 4             | [ 5 ]  |
| 21 gennaio   | Don't Be Cruel †                  | Bobby Brown           | 6             | [ 6 ]  |
| 28 febbraio  | Don't Be Cruel †                  | Bobby Brown           | 6             | [ 7 ]  |
| 4 febbraio   | Don't Be Cruel †                  | Bobby Brown           | 6             | [ 8 ]  |
| 11 febbraio  | Appetite for Destruction          | Guns N' Roses         | 5             | [ 9 ]  |
| 18 febbraio  | Don't Be Cruel †                  | Bobby Brown           | 6             | [ 10 ] |
| 25 febbraio  | Don't Be Cruel †                  | Bobby Brown           | 6             | [ 11 ] |
| 4 marzo      | Don't Be Cruel †                  | Bobby Brown           | 6             | [ 12 ] |
| 11 marzo     | Electric Youth                    | Debbie Gibson         | 5             | [ 13 ] |
| 18 marzo     | Electric Youth                    | Debbie Gibson         | 5             | [ 14 ] |
| 25 marzo     | Electric Youth                    | Debbie Gibson         | 5             | [ 15 ] |
| 1º aprile    | Electric Youth                    | Debbie Gibson         | 5             | [ 16 ] |
| 8 aprile     | Electric Youth                    | Debbie Gibson         | 5             | [ 17 ] |
| 15 aprile    | Lōc-ed After Dark                 | Tone Lōc              | 1             | [ 18 ] |
| 22 aprile    | Like a Prayer                     | Madonna               | 6             | [ 19 ] |
| 29 aprile    | Like a Prayer                     | Madonna               | 6             | [ 20 ] |
| 6 maggio     | Like a Prayer                     | Madonna               | 6             | [ 21 ] |
| 13 maggio    | Like a Prayer                     | Madonna               | 6             | [ 22 ] |
| 20 maggio    | Like a Prayer                     | Madonna               | 6             | [ 23 ] |
| 27 maggio    | Like a Prayer                     | Madonna               | 6             | [ 24 ] |
| 3 giugno     | The Raw & the Cooked              | Fine Young Cannibals  | 7             | [ 25 ] |
| 10 giugno    | The Raw & the Cooked              | Fine Young Cannibals  | 7             | [ 26 ] |
| 17 giugno    | The Raw & the Cooked              | Fine Young Cannibals  | 7             | [ 27 ] |
| 24 giugno    | The Raw & the Cooked              | Fine Young Cannibals  | 7             | [ 28 ] |
| 1º luglio    | The Raw & the Cooked              | Fine Young Cannibals  | 7             | [ 29 ] |
| 8 luglio     | The Raw & the Cooked              | Fine Young Cannibals  | 7             | [ 30 ] |
| 15 luglio    | The Raw & the Cooked              | Fine Young Cannibals  | 7             | [ 31 ] |
| 22 luglio    | Batman                            | Prince e artisti vari | 6             | [ 32 ] |
| 29 luglio    | Batman                            | Prince e artisti vari | 6             | [ 33 ] |
| 5 agosto     | Batman                            | Prince e artisti vari | 6             | [ 34 ] |
| 12 agosto    | Batman                            | Prince e artisti vari | 6             | [ 35 ] |
| 19 agosto    | Batman                            | Prince e artisti vari | 6             | [ 36 ] |
| 26 agosto    | Batman                            | Prince e artisti vari | 6             | [ 37 ] |
| 2 settembre  | Repeat Offender                   | Richard Marx          | 1             | [ 38 ] |
| 9 settembre  | Hangin' Tough                     | New Kids on the Block | 2             | [ 39 ] |
| 16 settembre | Hangin' Tough                     | New Kids on the Block | 2             | [ 40 ] |
| 23 settembre | Girl You Know It's True           | Milli Vanilli         | 7             | [ 41 ] |
| 30 settembre | Girl You Know It's True           | Milli Vanilli         | 7             | [ 42 ] |
| 7 ottobre    | Forever Your Girl                 | Paula Abdul           | 10            | [ 43 ] |
| 14 ottobre   | Dr. Feelgood                      | Mötley Crüe           | 2             | [ 44 ] |
| 21 ottobre   | Dr. Feelgood                      | Mötley Crüe           | 2             | [ 45 ] |
| 28 ottobre   | Janet Jackson's Rhytm Nation 1814 | Janet Jackson         | 4             | [ 46 ] |
| 4 novembre   | Janet Jackson's Rhytm Nation 1814 | Janet Jackson         | 4             | [ 47 ] |
| 11 novembre  | Janet Jackson's Rhytm Nation 1814 | Janet Jackson         | 4             | [ 48 ] |
| 18 novembre  | Janet Jackson's Rhytm Nation 1814 | Janet Jackson         | 4             | [ 49 ] |
| 25 novembre  | Girl You Know It's True           | Milli Vanilli         | 7             | [ 50 ] |
| 2 dicembre   | Girl You Know It's True           | Milli Vanilli         | 7             | [ 51 ] |
| 9 dicembre   | Girl You Know It's True           | Milli Vanilli         | 7             | [ 52 ] |
| 16 dicembre  | Storm Front                       | Billy Joel            | 1             | [ 53 ] |
| 23 dicembre  | Girl You Know It's True           | Milli Vanilli         | 7             | [ 54 ] |
| 30 dicembre  | ...But Seriously                  | Phil Collins          | 4             | [ 55 ] |

Note:
1. ↑  Ha raggiunto il numero uno anche nel 1988
2. ↑  Ha raggiunto il numero uno anche nel 1988
3. 1 2 3  Ha raggiunto il numero uno anche nel 1990
4. ↑  Ha raggiunto il numero uno anche nel 1990
5. ↑  Ha raggiunto il numero uno anche nel 1990